# Luc Vankrunkelsven
Luc Vankrunkelsven (Diest, 21 mei 1956 – Chapecó, 15 september 2023) was een Vlaamse norbertijn en landbouwpublicist.

## Levensloop
In augustus 1974 werd hij kloosterling in de abdij van Averbode. In 1975 begon hij filosofie en theologie te studeren. In 1976 legde hij de kloostergeloften af en in 1980 werd hij tot diaken gewijd. In 1981 deed hij zijn burgerdienst in het buurtwerk 't Schijnpoort te Antwerpen. 
In 1983 werd hij medewerker (en later directeur tot 1992) van vormingscentrum Thagaste en het bezinningscentrum van de abdij van Averbode. Vanuit deze functies stond hij mee aan de wieg van diverse initiatieven. Zo werd in 1985 vanuit een dag rond "Religieuzen en geld" Oever gesticht: het Overleg Ethisch Vermogensbeheer Religieuzen. Oever is een onderdeel van Hefboom. 
In 1986 ging Vankrunkelsven met Getuigen voor Vrede in de Verenigde Staten mee in dialoog over de oorlogen in Midden-Amerika. In 1987 begon hij met Vasten voor Vrede, jaarlijkse vastenweekends rond de verjaardag van de moord op Mahatma Gandhi. Van 1989 tot 1990 was hij medewerker bij Pax Christi Vlaanderen. In 1990 lanceerde hij in opvolging van een bezinningsweekend met boeren en de Nederlandse priester en politicus Herman Verbeek Wervel vzw.
In 1992 verhuisde hij naar Brussel. Van 1994 tot 1999 was hij als onafhankelijke eerste opvolger van Magda Aelvoet in het Europees Parlement. Van 2003 tot en met 2008 woonde hij afwisselend in België en Brazilië.
Sinds 2019 was hij ambassadeur van Grootouders voor het klimaat.
Hij leed aan ALS en overleed aan de ziekte op 15 september 2023 in Brazilië.

## Publicaties (selectie)
- 'Grenzen (vér)leggen', Vredesdiensten in de abdij van Averbode, Dabar-Luyten, 1990.
- 'Blijf trouw', coördinatie en samen met 12 andere auteurs, n.a.v. het overlijden van Trudo Delille; Dabar-Luyten, 1992.
- 'Het bidt in mij. Gebeden zonder 'Heer'.', Dabar-Luyten, 1992.
- 'Stroom-onderstroom-tegenstroom. Op de breuklijnen van geloof en politiek.', Dabar-Luyten, 1996.
- 'Brazilië: spiegel van Europa? Op zoek naar eigen spirituele bronnen'. Dabar-Luyten, 2000.
- 'En toch...een andere wereld is mogelijk. Porto Alegre: de basis in beweging.', Dabar-Luyten, 2003
- 'Kruisende schepen in de nacht.'  Dabar-Wervel, 2005.
- 'Dageraad over de akkers - soja anders.' Wervel, 2007.
- 'Brazilië-Europa in fragmenten?', Wervel, 2010.
- 'Legal! Optimisme - realiteit - hoop', Wervel, 2012.
- 'Voeding verknipt', Wervel, 2014.
- 'Vergetenen, wees mijn gemeenschap', Dabar-Luyten, 2016.
- 'Oases. Grond-kracht voor een nieuwe lente.', Wervel, 2016.
- 'De kikker die zich niet laat koken. Klimaat in beweging', Dabar-Luyten, 2018
- Voeten in Braziliaanse aarde. Zoektocht naar en met oorspronkelijke volkeren. Dabar-Luyten, 2020.
- Een wereld van verdoken slavernij. Impressies onderweg. Dabar-Luyten, 2020.
- Vernietiging en herstel. Wat betekent Brazilië voor Europa? Dabar-LUYTEN, 2022

De laatste negen Brazilië-Europa-boeken verschenen ook in het Portugees bij Cefuria en bij Luiz Young: 'Navios que se cruzam na calada de noite. Soja sobre o oceano.' Cefuria-Curitiba, 2006. De Braziliaanse deelstaat Paraná kocht hiervan in 2008 5000 exemplaren voor de bibliotheken van alle publieke scholen van Paraná.
- 'Navios que se cruzam na calada de noite. Soja sobre o oceano.' Cefuria-Curitiba, 2006
- 'Aurora no campo. Soja diferente.' Cefuria-Curitiba, 2008.
- 'Brasil-Europa em fragmentos?', Cefuria-Curitiba, 2010.
- 'Legal! Otimiso - realidade - esperança', Luiz Young, Curitiba, 2012.
- 'Soja: tesouro ou tesoura?', Luiz Young, Curitiba, 2014
- 'Oásis. Força planetária para uma nova primavera.', Luiz Young, Curitiba, 2016.
- 'A rã que não deixa se ferver. Clima em movimento', Luiz Young, Curitiba, 2018
- Pés na terra Brasileira. Busca pelos povos tradicionais, Luiz Young, Curitiba, 2020.
- Um mundo de escravidão oculta. Impressões ao longo do caminho, Luiz Young, Curitiba, 2020
- Destruição e restauração. O que o Brasil significa para a Europa? Arte, Curitiba, 2023

- International Standard Name Identifier: 0000 0000 4124 7449
- Library of Congress Control Number: n2007215164
- Nederlandse Thesaurus van Auteursnamen: 075218585
- Virtual International Authority File: 46225792
- WorldCat: E39PBJxhqpWxpKTgV8tRtBV9jC